# Ramblers Football Club
Il Ramblers Football Club è una società calcistica con sede a Windhoek, in Namibia.
Fondato nel 1945, il club milita in MTC Namibia Premier League, la massima serie calcistica della Namibia.

## Rosa attuale
| N. |                    | Ruolo | Calciatore       |
| -- | ------------------ | ----- | ---------------- |
| 2  | Namibia (bandiera) | D     | Jeremiah Baisako |
| 3  | Namibia (bandiera) | D     | Gerry Keister    |
| 4  | Namibia (bandiera) | D     | Luther Kanalelo  |
| 6  | Namibia (bandiera) | C     | Thomas Ngewenya  |
| 9  | Namibia (bandiera) | A     | Costa Khaiseb    |

| N. |                    | Ruolo | Calciatore     |
| -- | ------------------ | ----- | -------------- |
| 11 | Namibia (bandiera) | A     | Pinias Jacob   |
| 14 | Namibia (bandiera) | C     | Nicro Nauseb   |
| 18 | Namibia (bandiera) | A     | Congo Hinjou   |
| 21 | Namibia (bandiera) | A     | Roman Geoffrey |

## Palmarès
- Namibia Premier League: 1

1992
- NFA-Cup: 1

2005

## Partecipazioni alla Caf Champions League
- African Cup of Champions Clubs: 1 partecipazione

1993: turno preliminare